# Acasanga reticulata
Acasanga reticulata là một loài bọ cánh cứng trong họ Cerambycidae.